# Hrabstwo Spalding

Piramida wieku hrabstwa

Hrabstwo Spalding (ang. Spalding County) – hrabstwo w stanie Georgia w Stanach Zjednoczonych. Jego siedzibą administracyjną jest miasto Griffin. Należy do obszaru metropolitalnego Atlanty.

## Historia
Hrabstwo zostało założone w 1851 roku, a jego nazwa pochodzi od nazwiska Thomasa Spaldinga (1774–1851), Kongresmena Stanów Zjednoczonych, delegata na konwencję konstytucyjną USA w 1798.

## Geografia
Według spisu z 2000 obszar całkowity hrabstwa obejmuje powierzchnię 199,60 mil2 (517 km²), z czego 197,95 mil2 (513 km²) stanowią lądy, a 1,65 mil2 (4 km²) stanowią wody. 

### Sąsiednie hrabstwa
- Hrabstwo Henry (północny wschód)
- Hrabstwo Butts (wschód)
- Hrabstwo Lamar (południowy wschód)
- Hrabstwo Pike (południowy zachód)
- Hrabstwo Meriwether (zachód)
- Hrabstwo Coweta (zachód)
- Hrabstwo Fayette (północny zachód)
- Hrabstwo Clayton (północny zachód)

### Miejscowości
- Griffin
- Orchard Hill
- Sunny Side

### CDP
- Experiment
- East Griffin
- Heron Bay

## Demografia
Według spisu w 2020 roku liczy 67,3 tys. mieszkańców, co oznacza wzrost o 5% od poprzedniego spisu z roku 2010. Według danych pięcioletnich z 2021 roku 59,2% populacji stanowili biali (54,8% nie licząc Latynosów), 37% czarnoskórzy lub Afroamerykanie, następnie 2,1% było rasy mieszanej, 1% stanowili Azjaci i 0,5% to rdzenna ludność Ameryki. Latynosi stanowili 5,7% populacji.
Poza osobami pochodzenia afroamerykańskiego, do największych grup należały osoby pochodzenia „amerykańskiego” (41,4%), angielskiego (5,7%), irlandzkiego (4,8%), niemieckiego (4%) i meksykańskiego (2,7%).

## Religia

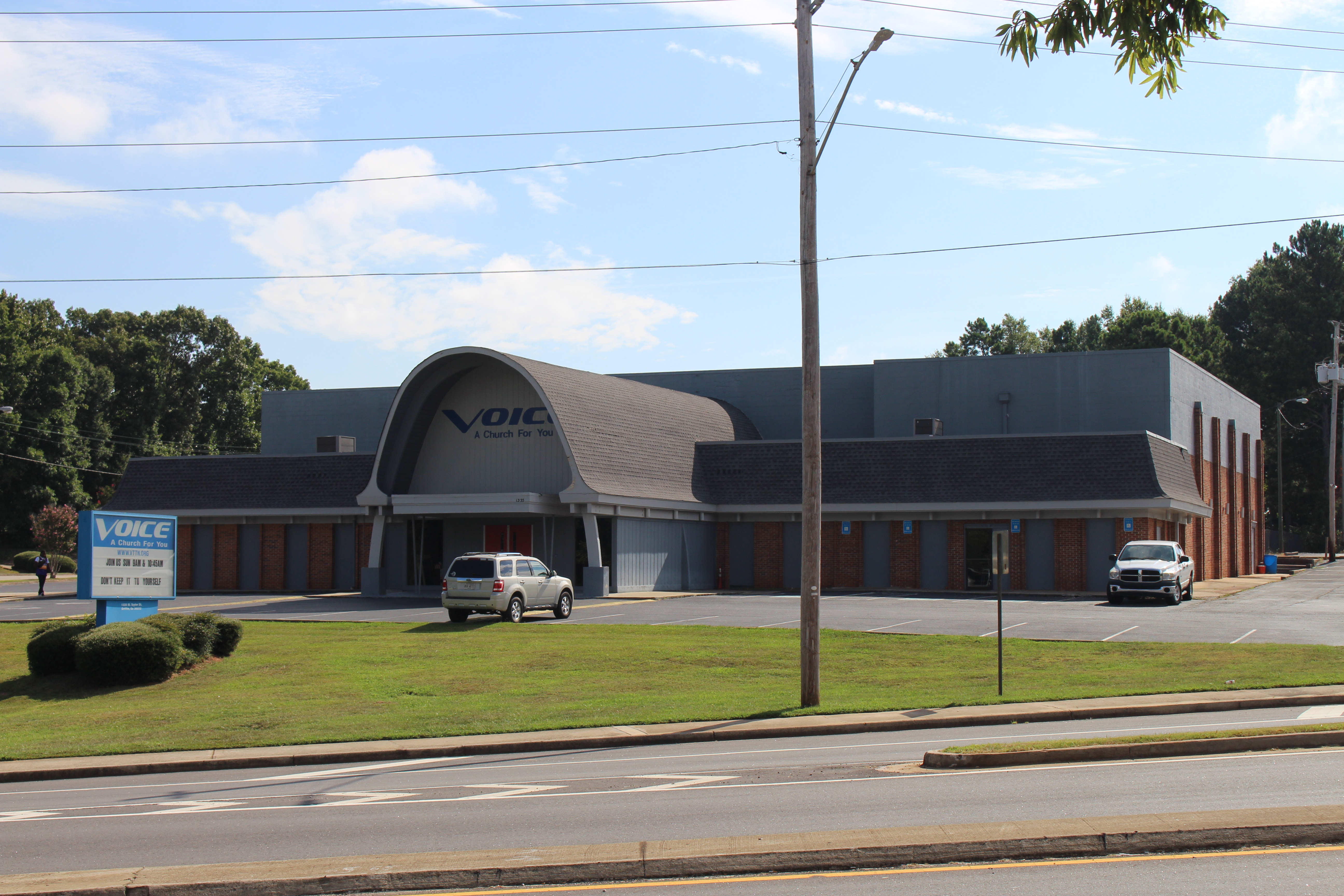
Bezdenominacyjny kościół w Griffin

W 2020 roku większość mieszkańców jest członkami kościołów protestanckich. Odsetek zielonoświątkowców należy do najwyższych w kraju – znacznie ponad 10% mieszkańców deklaruje członkostwo w Kościołach zielonoświątkowych. Do największych denominacji należą: Południowa Konwencja Baptystów (13,6 tys.), Zbory Boże (5,9 tys.) i Zjednoczony Kościół Metodystyczny (3,6 tys.). Bezdenominacyjne zbory ewangelikalne zrzeszały 6,5 tys. członków.
Odsetek wyznawców islamu (4,2%) znacznie wzrósł w ostatnich latach i jest najwyższy w stanie. Inne religie obejmowały: katolików (2,4%), buddystów (1,9%), świadków Jehowy (1%), mormonów (0,8%) i bahaistów (0,5%).

## Polityka
Hrabstwo jest przeważająco republikańskie, gdzie w wyborach prezydenckich w 2020 roku, 59,9% głosów otrzymał Donald Trump i 39,1% przypadło dla Joe Bidena.